# Fever Dreams Pts 1-4
Fever Dreams Pts. 1-4 è il quarto album in studio del musicista e chitarrista inglese Johnny Marr. È stato distribuito il 25 febbraio 2022 con l'etichetta New Voodoo su licenza di BMG. L'album è il primo doppio album di Marr ed è stato preceduto da due EP: Fever Dreams Pt. 1 e Fever Dreams Pt. 2. L'album ha raggiunto la posizione numero 4, la più alta in classifica per i suoi album da solista; l'album precedente, Call the Comet, aveva raggiunto la posizione numero 7.
L'album è stato registrato durante un periodo di lockdown. Parlando dell'album, Marr ha detto:
”Ci sono una serie di influenze e un suono molto ampio che ho sviluppato da quando sono uscito dagli Smiths fino ad ora, e lo sento in questo disco. Ci sono così tanti filoni di musica in esso. Non l'abbiamo fatto consapevolmente, ma penso di avere un vocabolario del suono. E sono molto soddisfatto di essere stato in grado di sfruttarlo. È un disco ispirato e non vedevo l'ora di entrare e registrare ogni giorno.”

## Accoglienza
L'album ha ricevuto recensioni relativamente positive dalla maggior parte della critica. Scrivendo per God Is in the TV, Laura Dean ha dato all'album 4,5 stelle su 5, dicendo che l'album "illustra la versatilità e il talento di Johnny per la scrittura di canzoni, la produzione e la voce". Emma Harrison di Clash Magazine ha assegnato all'album un 8 su 10, affermando che l'album non solo mostra l'abilità di Johnny Marr come chitarrista ma anche come cantautore di "creare una serie di brani forti". Su Metacritic, l'album ha ottenuto un 82 su 100, sulla base di 12 punteggi critici.
Mojo ha assegnato all'album 4 stelle su 5, affermando che "Fever Dreams è troppo lungo, uniforme e persistente per goderselo in una sola volta". Anche Mark Beaumont, scrivendo per l'Independent, ha dato all'album un 4 su 5, affermando "Come nell'era post-pandemia, non sai mai cosa accadrà dopo".
NME ha dato all'album un 4 su 5 e lo scrittore Andrew Trendell ha detto "È lo spirito irrequieto e prolifico di Marr che guida 'Fever Dreams Pt 1-4'"; "Questo album è il lavoro di un uomo che non ha tempo per grandi riunioni di denaro o i litigi che li impediscono. Invece, ha realizzato un record alimentato da anima e nuove idee".
Craig Mathieson del Sydney Morning Herald ha assegnato all'album 4 stelle su 5, scrivendo "La maggior parte dei grandi della musica alla fine fallisce, ma Marr rimane deciso".
Invece Felix Rowe di DIY Magazine, ha assegnato all'album una valutazione mista di 6 su 10, dicendo che l'album "brilla di più quando Marr lascia che la sua chitarra parli".

## Tracce
1. Spirit Power and Soul – 4:18
2. Receiver – 5:18
3. All These Days – 4:55
4. Ariel – 4:51
5. Lightning People – 4:39
6. Hideaway Girl – 3:25
7. Sensory Street – 5:18
8. Tenement Time – 4:18
9. The Speed of Love – 5:44
10. Night and Day – 4:54
11. Counter Clock World – 4:06
12. Rubicon – 4:14
13. God's Gift – 4:06
14. Ghoster – 4:10
15. The Whirl – 3:44
16. Human – 4:22